# Tepanguare
Tepanguare är en ort i Honduras.   Den ligger i departementet Departamento de La Paz, i den sydvästra delen av landet, 60 km väster om huvudstaden Tegucigalpa. Tepanguare ligger 1 672 meter över havet och antalet invånare är 1 040.
Terrängen runt Tepanguare är kuperad åt sydost, men åt nordväst är den bergig. Runt Tepanguare är det glesbefolkat, med 14 invånare per kvadratkilometer. Närmaste större samhälle är Comayagua, 17,8 km nordost om Tepanguare. 